# Eric Ramírez
Eric Kleybel Ramírez Matheus (Barinas, Venezuela, 20 de noviembre de 1998) es un futbolista venezolano que juega como delantero en Club Atlético Tigre de la Primera División de Argentina.

## Trayectoria

### Zamora
Tras varios partidos con el Zamora "B", Ramírez debutaría con el primer equipo el 1 de mayo de 2016 en la victoria 5:0 del Zamora ante Estudiantes de Mérida correspondiente a la jornada 18 del Torneo Apertura 2016. Ramírez ingresaría al 70' tras sustituir a su compañero Arles Flores. Ramírez no volvería a jugar con el primer equipo sino hasta el 24 de julio de 2016, en la quinta jornada del Torneo Clausura 2016, en el empate a cero ante el Caracas. Ramírez entraría a la cancha al 76' al sustituir al delantero Richard Blanco.

### Estudiantes de Caracas
Tras los pocos minutos con el primer equipo del Zamora, es cedido al Estudiantes de Caracas en 2017. Ramírez alternaría con el segundo equipo tal como lo hizo con el Zamora, y aunque no disputó partidos de liga, sí lo hizo en la Copa Sudamericana 2017 al disputar la primera fase con el cuadro capitalino. El 6 de abril de 2017, Ramírez anotaría su primer gol como profesional, tras batir al minuto 6' al guardameta Agustín Silva del Sol de América. Ramírez sería sustituido al 76' con el marcador 1:2. Finalmente Estudiantes perdería el partido 2:3. El 31 de mayo volvería a ser de la partida en el partido de vuelta en el estadio Luis Alfonso Giagni. Disputó todo el encuentro en la derrota 1:7 de su equipo.

### Karviná
Tras el término de su cesión con Estudiantes de Caracas, fue fichado el 27 de julio de 2017 por el MFK Karviná de la máxima división de la República Checa. Ramírez sería convocado por el técnico Jozef Weber el 29 de julio de 2017, sin embargo, Ramírez no vio acción en la victoria de su equipo 2:0 ante el Vysočina Jihlava en la primera fecha de la HET liga 2017-18. Días después Ramírez haría su debut el 5 de agosto en la segunda fecha de la liga, en la derrota de su equipo 2:1 ante el Bohemians. Ramírez ingresó en el 87' tras sustituir a su compañero Peter Stepanovsky. El 9 de agosto disputaría su primer partido de copa, al disputar los 90' en la victoria 0:2 del Karviná ante el Slavičín. Días después, el 13 de agosto Ramírez daría su primer asistencia en el torneo tras ingresar por su compañero Marek Janečka en el 78' y habilitar al centrocampista Jan Morave para que este último anotara el gol al 86' que pondría el 1:1 final ante el Mladá Boleslav. Posteriormente Ramírez disputaría su primer partido completo el 10 de septiembre en la derrota 2:0 ante el Sparta Praga. Ramírez repartiría otra asistencia el 16 de septiembre en la séptima fecha del torneo. Ingresaría al 46' y dar un pase a Lukáš Budínský el cual acabaría siendo derribado en el área y así este último anotaría de penal al 81' para poner el 3:4 provisional en la derrota del Karviná 3:5 ante el Sigma Olomouc.

### Eslovaquia
El 7 de febrero de 2019 se fue cedido al FK Senica de la Superliga de Eslovaquia por 6 meses. El 9 de julio del mismo año fue fichado por el F. C. DAC 1904 Dunajská Streda por 500 000 euros con un contrato hasta 2023.[cita requerida]

### Dinamo de Kiev
El 23 de julio de 2021 se hizo oficial su fichaje al Dinamo de Kiev de la primera división de Ucrania, a cambio de 2 millones de euros aprox. Debutó el 11 de agosto con gol y asistencia en la 3.ª jornada de la Liga Premier de Ucrania.

#### Cesiones
El 30 de enero de 2022 fue cedido el Real Sporting de Gijón con una opción de compra. Esta no se hizo efectiva y la temporada siguiente regresó a Eslovaquia para jugar en el Š. K. Slovan Bratislava. En este equipo apenas participó en siete encuentros y en marzo volvió a Kiev para completar lo que quedaba de campaña.

### Atlético Nacional
En julio de 2023 llegó al Atlético Nacional de Medellín desde el Dinamo de Kiev, cedido por un año, con opción de compra. Debutó el 3 de agosto en Libertadores ante Racing, en la victoria 4-2. El 7 de agosto anotó su primer gol ante el Deportivo Cali anotándolo de penalti. El 24 de agosto le anotó al Deportivo Pasto, y dio una asistencia en la victoria 2-0. Luego le anotó a La Equidad, y a Independiente Santa Fe. En septiembre, le anotó un doblete a Envigado, y con eso llegaba a 6 goles. Eric fue clave para ganar la Copa Colombia 2023, ya que en las semifinales le anotó a Deportivo Pereira, y en la final ante Millonarios, anotó el penalti decisivo para que el equipo verdolaga ganará la copa. Siguió su buen momento anotándole al América de Cali en la cuarta fecha de cuadrangulares del torneo clausura, aunque Nacional no llegará a la final.

## Selección nacional
El 1 de octubre de 2020 recibió su primera convocatoria con la selección absoluta de Venezuela, para la primera doble fecha FIFA de las Eliminatorias Sudamericanas al Mundial Catar 2022. El 13 de octubre debutó con la vinotinto entrando al minuto 88 en el partido contra Paraguay correspondiente a la 2.ª fecha de las Eliminatorias Sudamericanas rumbo a Catar 2022. 
El 7 de octubre de 2021 anotó su primer gol con la elástica vinotinto ante Brasil que sería el 1-0 momentáneo, ya que el resultado final sería 3-1 a favor el conjunto brasileño, por las eliminatorias al Mundial de Catar 2022.

### Goles internacionales
| N.º | Fecha                | Sede                                   | Rival   | Marcador | Resultado | Competición                                |
| --- | -------------------- | -------------------------------------- | ------- | -------- | --------- | ------------------------------------------ |
| 1.  | 7 de octubre de 2021 | Olímpico de la UCV, Caracas, Venezuela | Brasil  | 1–0      | 1–3       | Clasificación para la Copa Mundial de 2022 |
| 2.  | 30 de junio de 2024  | Q2 Stadium, Austin, Estados Unidos     | Jamaica | 0–3      | 0–3       | Copa América 2024                          |

## Estadísticas
Actualizado al último partido jugado el 21 de febrero de 2024.
| Club                               | Div.          | Temporada     | Liga  | Liga  | Liga   | Copas(1) | Copas(1) | Copas(1) | Internacional(2) | Internacional(2) | Internacional(2) | Total | Total | Total  | Media goleadora |
| Club                               | Div.          | Temporada     | Part. | Goles | Asist. | Part.    | Goles    | Asist.   | Part.            | Goles            | Asist.           | Part. | Goles | Asist. | Media goleadora |
| ---------------------------------- | ------------- | ------------- | ----- | ----- | ------ | -------- | -------- | -------- | ---------------- | ---------------- | ---------------- | ----- | ----- | ------ | --------------- |
| Zamora · Venezuela                 | 1.ª           | 2016          | 2     | 0     | 0      | 2        | 0        | 0        | -                | -                | -                | 4     | 0     | 0      | 0.00            |
| Zamora · Venezuela                 | Total club    | Total club    | 2     | 0     | 0      | 2        | 0        | 0        | 0                | 0                | 0                | 4     | 0     | 0      | 0.00            |
| Estudiantes de Caracas · Venezuela | 1.ª           | 2016-17       | -     | -     | -      | -        | -        | -        | 2                | 1                | 0                | 2     | 1     | 0      | 0.50            |
| Estudiantes de Caracas · Venezuela | Total club    | Total club    | 0     | 0     | 0      | 0        | 0        | 0        | 2                | 1                | 0                | 2     | 1     | 0      | 0.50            |
| Karviná · República Checa          | 1.ª           | 2017-18       | 17    | 1     | 3      | 3        | 0        | 1        | -                | -                | -                | 20    | 1     | 4      | 0.05            |
| Karviná · República Checa          | 1.ª           | 2018-19       | 13    | 2     | 0      | 3        | 2        | 0        | -                | -                | -                | 16    | 4     | 0      | 0.250           |
| Karviná · República Checa          | Total club    | Total club    | 30    | 3     | 3      | 6        | 2        | 0        | 0                | 0                | 0                | 36    | 5     | 4      | 0.14            |
| Senica · Eslovaquia                | 1.ª           | 2018-19       | 12    | 5     | 4      | 3        | 4        | 0        | -                | -                | -                | 15    | 9     | 4      | 0.60            |
| Senica · Eslovaquia                | Total club    | Total club    | 12    | 5     | 4      | 3        | 4        | 0        | 0                | 0                | 0                | 15    | 9     | 4      | 0.60            |
| Dunajská Streda · Eslovaquia       | 1.ª           | 2019-20       | 22    | 7     | 3      | 7        | 2        | 0        | 4                | 2                | 0                | 33    | 11    | 3      | 0.33            |
| Dunajská Streda · Eslovaquia       | 1.ª           | 2020-21       | 31    | 16    | 7      | 1        | -        | -        | 3                | 1                | 1                | 35    | 17    | 8      | 0.50            |
| Dunajská Streda · Eslovaquia       | Total club    | Total club    | 53    | 23    | 10     | 8        | 2        | 0        | 7                | 3                | 0                | 68    | 28    | 11     | 0.40            |
| Dinamo de Kiev Ucrania             | 1.ª           | 2021-22       | 4     | 1     | 1      | 1        | 0        | 0        | 1                | 0                | 0                | 6     | 1     | 1      | 0.50            |
| Dinamo de Kiev Ucrania             | 1.ª           | 2022-23       | 13    | 3     | 0      | 0        | 0        | 0        | 0                | 0                | 0                | 13    | 3     | 0      | 0.23            |
| Dinamo de Kiev Ucrania             | Total club    | Total club    | 17    | 4     | 1      | 1        | 0        | 0        | 1                | 0                | 0                | 19    | 4     | 1      | 1.00            |
| Sporting de Gijón España           | 2.ª           | 2021-22       | 12    | 0     | 0      | 0        | 0        | 0        | -                | -                | -                | 12    | 0     | 0      | 0               |
| Sporting de Gijón España           | Total club    | Total club    | 12    | 0     | 0      | 0        | 0        | 0        | 0                | 0                | 0                | 12    | 0     | 0      | 0               |
| Slovan Bratislava · Eslovaquia     | 1.ª           | 2022-23       | 16    | 3     | 2      | 0        | 0        | 0        | 5                | 0                | 0                | 21    | 3     | 2      | 0.14            |
| Slovan Bratislava · Eslovaquia     | Total club    | Total club    | 16    | 3     | 2      | 0        | 0        | 0        | 5                | 0                | 0                | 21    | 3     | 2      | 0.14            |
| Atlético Nacional · Colombia       | 1.ª           | 2023          | 20    | 8     | 2      | 5        | 1        | 0        | 2                | 0                | 0                | 27    | 9     | 2      | 0.3             |
| Atlético Nacional · Colombia       | 1.ª           | 2024          | 6     | 0     | 0      | 0        | 0        | 0        | 1                | 0                | 0                | 7     | 0     | 0      | 0               |
| Atlético Nacional · Colombia       | Total club    | Total club    | 26    | 8     | 2      | 5        | 1        | 0        | 3                | 0                | 0                | 34    | 9     | 2      | 0.3             |
| Total carrera                      | Total carrera | Total carrera | 168   | 41    | 21     | 25       | 9        | 1        | 18               | 4                | 1                | 209   | 59    | 24     | 0.28            |

(1) Incluye datos de la Copa Venezuela, Copa de la República Checa y Copa de Eslovaquia.
(2) Incluye datos de la Copa Sudamericana y Liga de Europa de la UEFA.

## Palmarés

### Títulos nacionales
| Título        | Club              | País     | Año  |
| ------------- | ----------------- | -------- | ---- |
| Copa Colombia | Atlético Nacional | Colombia | 2023 |